# Calito Soul
Carlos Lorenzo Miller Junier, artísticamente conocido como Calito Soul (Provincia de Colón, 29 de octubre de 1963), es un cantante panameño de reggae y soul en español.

## Historia
A inicios de 1981 grabó su primer tema El Vacilón Panameño de género rap gracias al productor Moisés Herez.
Los diversos grupos de rap como USA Sensation, Grandmaster Flash y los Furious Five, y con ellos Kurtis Blow, quienes realizaron presentaciones en dicha provincia. Momentos más tarde,[¿cuándo?] Carlos Miller es llevado a la tarima por el señor Carlos Bermúdez, director de los Super Dancers, a donde estaban los rapeadores norteamericanos. En esto el disc-jockey puso una base instrumental de rap y de ahí por primera vez en Panamá, se escucha un rapeador cantando en español.[cita requerida]
Calito Soul había invitado al rapeador panameño Mauricio Denis, con el cual creó el tema El vacilón panameño; cada uno escribiendo una porción para la canción.
Luego del Vacilón, hace un cover de un tema disco-funk del cantante jamaiquino Denroy Morgan, llevando del inglés al español el tema I Do Anything for You, que sería en español Lo hago todo por ti. Posteriormente[¿cuándo?] le tocaría radicarse junto con sus parientes en los Estados Unidos.[cita requerida]
No obstante, se había marchado hacia Nueva York, no es registrado antes en el país sino que por los caribeños de Jamaica que residían allá, al tenerle como un nuevo reto en el rapeo del reggae y en esto lo apodan The Blueman.[cita requerida]
Soul se da a mencionar muy poco en la década de los años 1980, cuando salió con un tema de rap llamado El quince piso, un tema que se hizo popular en Panamá, pero con la poca presencia del cantante.[cita requerida]
A fines de la misma década, Calito pudo haber regresado al reggae, pero puso su confianza a inicios de los años 1990 en Edgardo Franco, El General, y en otras personas del ámbito de producciones y radio como Michael Ellis. En esto realizó una canción fusionada con salsa donde mencionaba a grandes artistas como El Gran Carlos de Panamá, Rubén Blades, Celia Cruz de Cuba y Oscar D'León de Venezuela, ya que en esta época también practicaba el género de la salsa. De ahí hizo una primera fusión de salsa con reggae donde sacó el tema de 1992 Qué pasa nena, escrito por Edgardo Franco, cuya canción conoció sus pasos al éxito, pero de manera repentina fue excluida a causa de una gran influencia del excantante El General.[cita requerida]
Después de este acontecimiento conoció a Lloyd Flim de Volume 1 International, en tiempos de la guerra del Golfo, donde grabó Tormenta en el desierto, para luego seguir con otros temas como El popurrí, que le dedica a Panamá y la ciudad de Colón, tratando de llevar el mensaje de paz y cese de corrupción, pero este tema no se dio a conocer mucho en las emisoras del país. Con estos temas diversos llegó a la recopilación de su álbum titulado City Light.
El recorrido pareció haberse terminado desde que solamente se oían los éxitos del General, Nando Boom, La Atrevida, las Cuatro Potencias, Rigo Man y el Pocho Pan hasta que su repentina aparición hace el verdadero escándalo en el año 1996, estableciéndose en Panamá después de varios años y grabando cualquier éxito en cualquier estudio temas como Tú no vales la pena, El traje rojo (dúo con Biggaman), Comando, Calito Mix y otros más. Esto gracias a Jam y Suppose, Aldo Ranks y Danger Man, quienes le dieron su respeto y guía del nuevo establecimiento musical en la ciudad capital. Pero esta vez resultó ser el reto de los cantantes panameños nacionales e internacionales que según cuenta, varios de los cantantes se ahogarían sentados en el escenario y sin la pronta preferencia del público, espacio en que tuvo que ser recordado por los animadores mientras que este tenía al público animado.
Muchos cantantes compartieron una grata experiencia con Calito Soul cuando éste no solamente vino a cantar, sino a realizar su propia producción '"Voces del Atlántico, una compilación de artistas donde se montaron personajes como Super Nandi, Kafu Banton, Bakán y otros que tuvieron el placer de iniciarse. Entre las diversas producciones nacionales e internacionales, sin competir, está obtuvo el por mayor en ventas dentro del país debido a los éxitos que batieron su récord.

## Agrupación musical
A su vez, funda su nuevo grupo junto con Apache Ness y los Sensacionales, los desaparecidos Papa Chan y Original Dan, al que llamaron One Love, One Blood.
En 1997 participó en la producción internacional de El Chombo, Los Cuentos de la Cripta, donde hizo dúo con Jr. Ranks, el hermano menor de Aldo Ranks, llevando al reggae dancehall, el tema romántico de Juan Gabriel, siempre en mi mente.

## Vida personal
Se le diagnosticó un estado grave de diabetes, lo que llevó a que se le amputara parte de una pierna para poder frenar el avance de la enfermedad.[cita requerida] En el año 2000 se retiró a Panamá.[cita requerida]